# وائل الدحدوح
وائل حمدان إبراهيم الدحدوح (أبو حمزة) ، ( وُلد في 30 أبريل/نيسان 1970) هو صحفي فلسطيني وُلد ودرس في مدينة غزة وقضى معظم سنين حياته فيها، كما اعتُقل سبع سنواتٍ في سجون الاحتلال الإسرائيلي. بدأ وائل حياته المهنية مراسلًا لصحيفة القدس الفلسطينية، واشتغل لصالح وسائل إعلام أخرى قبل أن يلتحق بقناة الجزيرة عام 2004. اشتهرَ وائل بتغطيته المتواصلة والمستمرّة لما يجري في قطاع غزة كونه مراسلًا رئيسيًا للقناة القطرية في القطاع ويتواجدُ فيه باستمرار. تعرضّت أسرة الصحفي الفلسطيني يوم 25 تشرين الأول/أكتوبر 2023 لقصفٍ جوّي إسرائيلي طالَ المنزل الذي نزحت له في مخيم النصيرات، ما تسبّب في مقتل زوجته وابنه وابنته وحتى حفيده وذلك بعد أن كانت سلطات الاحتلال قد حثَّت المواطنين على النزوح لجنوب القطاع بدعوى أن المنطقة هناك آمنة.

## المولد والنشأة
وُلد وائل حمدان الدحدوح يوم 30 أبريل/نيسان 1970، في حي الزيتون أقدم أحياء مدينة غزة، المدينة الكبرى في القطاع الساحلي الذي لا تزيد مساحته على 365 كيلومترًا. نشأ وترعرع طفلًا وصبيًا في كنف أسرة غزية ممتدة ميسورة الحال أصولها من الجزيرة العربية، تعتاشُ من الفلاحة والعمل في زراعة الأرض.
أما شبابه فقضى سبعة أعوامٍ منه في سجون الاحتلال الإسرائيلي مباشرة بعد حصوله على شهادة الثانوية العامّة عام 1988.
تلقى وائل الدحدوح تعليمه الابتدائي والإعدادي والثانوي في مدارس عدة في مدينة غزة. حصل مجددا على شهادة الثانوية العامة في السجن الإسرائيلي، ثم حصل على بكالوريوس في الصحافة والإعلام من الجامعة الإسلامية في غزة عام 1998، بعد أن منعه الاحتلال من السفر للدراسة في الخارج. حصل على درجة الماجستير في الدراسات الإقليمية من جامعة القدس أبو ديس عام 2007.

## المسيرة المهنيّة

### البداية
دشَّنَ وائل الدحدوح العمل في الصحافة عام 1998 وكان عدد الصحفيين والمكاتب الصحفية في غزة آنذاك لا يتجاوز أصابع اليدين، ومع اندلاع انتفاضة الأقصى عام 2000 بدأ اهتمام وسائل الإعلام العربية والأجنبية بأحداث الانتفاضة، وأُنشئت مكاتب صحفية جديدة في القطاع.
عمل الدحدوح في صحيفة القدس الفلسطينية مراسلًا في غزة، وكتب في مجلات فلسطينية أخرى، ثم عمل مراسلًا لصوت فلسطين من العاصمة الإيرانيّة طهران، وكذلك لقناة سحر الفضائية مع بداية انتفاضة الأقصى عام 2000.

### قناة الجزيرة
انتقلَ وائل للعمل مع القنوات العربيّة بحلول عام 2003 حيث أصبحَ مراسلًا لقناة العربيّة، ثم انتقل للعمل مراسلًا لقناة الجزيرة في قطاع غزة منذ عام 2004 وأصبحَ مع مرور الوقت مدير مكتب القناة في القطاع.
برز اسمه من خلال نجاحه في تغطية الاجتياحات الإسرائيلية المتكررة للقطاع، ومتابعة عمليات اغتيال إسرائيل للشخصيات الفلسطينية البارزة وعلى رأسهم الشيخ أحمد ياسين وقادة عسكريين من الأذرع العسكرية الفلسطينية من بينهم شقيقه وعدد كبير من أقاربه. غطَّى إلى جانب رفاقه تداعيات الانقسام الفلسطيني الداخلي، كما كانت له بصمة في تغطيات الأحداث عبر شاشة قناة الجزيرة، من بينها الحصار الإسرائيلي المستمر على القطاع وتأثيره على الجوانب الحياتية للناس، والقوافل التضامنية البحرية والبرية وما تبعها من هدم واقتحام للحدود المصرية مع القطاع، ولقاؤه الشهير آنذاك بزميله من القاهرة سمير عمر في ختام تقرير مشترك.
نجح الدحدوح في قيادة فريق الجزيرة خلال تغطية الحرب الإسرائيلية الأولى على قطاع غزة كأولى التجارب الإعلامية الحربية عام 2008-2009 وما بعدها، وكذلك خلال الحرب الثانية عام 2012. لكن التغطية الأكثر تعقيدًا كانت في الحرب الثالثة عام 2014 التي استمرَّت 51 يومًا، وما بعدها من حلقات سميت بـ «غزة تنتصر».
أنتج حلقات لبرامج عدة في قناة الجزيرة وفيلمًا عن أنفاق المقاومة في غزة، وآخر عن عمليات المقاومة خلف خطوط جيش الاحتلال الإسرائيلي خلال حرب عام 2014، وهو «المجموعة رقم 9». عمل وائل كذلك مراسلًا ومسؤولًا تحريريًا في تغطية مناسك الحج والعمرة عام 2011، وكان صاحب أول تقرير على الهواء مباشرة في أولى حلقات البرنامج الجديد آنذاك «الجزيرة هذا المساء» وذلك من بلدة بيت حانون خلال تعرضها لاجتياح إسرائيلي.

### الجوائز والتكريمات
- جائزة السلام من خلال الإعلام (2013) من جوائز الإعلام الدولية في لندن[9]
- جائزة "حرية الصحافة" من نقابة الصحفيين في مصر عام 2024[10]

## الاستهداف الإسرائيلي
كان وائل الدحدوح يوم 25 تشرين الأول/أكتوبر 2023 يُغطّي ما يجري في قطاع غزة من غارات جوية إسرائيليّة مكثفة واستهدافٍ متعمّد للمنازل السكنية والشقق والأبراج كما يفعل منذ 19 يومًا على التوالي بصفته مراسلًا لقناة الجزيرة من أرضِ الميدان غطَّى ويُغطِّي عملية طوفان الأقصى وما تلاها من حربٍ بين حركة حماس والجيش الإسرائيلي. خلال بثٍ مباشر مع القناة القطريّة قُبيل الثامنة مساءً بقليل (توقيت فلسطين) وفي غمرة حديث وائل مع صحفي الجزيرة عبد السلام فارح تلقى مكالمة هاتفيّة تُفيد بأنّ المنزل الذي نزحت له أسرته في مخيم النصيرات قد تعرّض لقصفٍ إسرائيلي ما دفعَ وائل للانسحابِ من البثّ وهرعَ مسرعًا لعينِ المكان ليكتشف أنّ الغارة الجوية الإسرائيليّة طالت المنزل الذي كانت تُقيم فيه أسرته رفقة أسرة ثانيّة في منزل قريب وهي أسرة عوض. حاول الدفاع المدني التعامل مع ضحايا القصف حيث نجحَ في انتشالِ بعض الفلسطينيين على قيد الحياة فيما أُخرجَ آخرون موتى بسببِ الاستهداف الإسرائيلي، وكان من بينهم زوجة الصحفي وائل الدحدوح وابنه وابنته فيما ظلَّ آخرون تحتَ الأنقاض أو في عدادِ المفقودين.
تبيَّن أن هذه الغارة الجوية طالت منزلًا يقعُ في منطقة تبعد عن شمال غزة أساسًا وهي المنطقة التي طلب جيش الاحتلال الانسحاب منها، حيث يقعُ مخيم النصيرات في جنوب وادي غزة ضمنَ المنطقة الآمنة كما زعمَ جيش الاحتلال في بياناته السابقة والتي دفعَ الفلسطينيين نحو النزوح لها قسرًا. أظهرت مقاطع فيديو مصوَّرة اللحظات الأولى التي تلقّى فيها وائل خبر الاغتيال الإسرائيلي لعددٍ من أفراد أسرته والتأثر والحزن يطغى عليه وهو يقول: «بنتقموا منا بالأولاد؟ دموعنا دموع إنسانية وليست دموع جبن وانهيار، فليخسأ جيش الاحتلال». تقدّمت شبكة الجزيرة الإعلامية بخالص العزاء وعظيم المواساة لوائل الدحدوح بعد الاغتيالِ الإسرائيلي لأفراد من عائلته، كما أدانت وبشدة «الاستهداف وقتل المدنين الأبرياء في غزة الذي أدى لاستشهاد أفراد من عائلة الدحدوح وعدد كبير من الضحايا الآخرين» مطالبةً المجتمع الدولي بالتدخل العاجل لوضع حد للهجمات الهمجية ومحمّلةً السلطات الإسرائيلية مسؤولية سلامة مراسلي الشبكة وطواقمها في غزة. جديرٌ بالذكرِ هنا أنه وقبل ساعاتٍ قليلةٍ من هذه المجزرة في حقّ عائلتي الدحدوح وعوض سرَّبت أكسيوس خبرًا حول طلب وزير الخارجية الأمريكي أنطوني بلينكن من رئيس الوزراء القطري محمد بن عبد الرحمن آل ثاني «تخفيف حدة خطاب الجزيرة» حول عملية طوفان الأقصى وما تلاه من غارات جويّة عشوائية لم تتوقف على القطاع.
كانَ لافتًا عدم إنكار جيش الاحتلال الإسرائيلي جريمة اغتيال أفراد عائلة الصحفي الفلسطيني وهو الذي اغتالَ خلال هذه الحرب ما لا يقلُّ عن 20 صحفيًا حتى الخامس والعشرين من أكتوبر فضلًا عن أنّ هذا الجيش نفسه كان قد اغتالَ صحفية الجزيرة شيرين أبو عاقلة في مدينة جنين ونفى ذلك ثم أصرّ على الإنكار وعدم الاعتراف بل وتقديم رؤى وتقارير متضاربة حتى خضعَ في النهاية بعد عشرات التحقيقات المستقلّة وتقرير أممي وتقارير أخرى أثبتت وبوضوح أنّه من يقفُ خلف عمليّة الاغتيال المتعمّدة للصحفية الفلسطينية. في حالة عائة الدحدوح، فإنّ الجيش الإسرائيلي لم ينفِ لكنّه في نفس الوقت لم يعترف بشكل مباشر بل أخطرَ مسؤولٌ في الجيش شبكة سي إن إن الأمريكيّة شنّهم لغارة جوية في أحدِ المناطق من مدينة غزة وخلالها قُتل أفراد من عائلة صحفي الجزيرة.

ابنه حمزة الدحدوح.

شُيّع أفراد عائلة وائل الدحدوح الذين سقطوا خلال الغارة الجوية الإسرائيليّة على منزلهم صباح يوم السادس والعشرين من أكتوبر من مستشفى شهداء الأقصى في دير البلح، وقدمت وزارة الداخلية بغزة تعازيها للصحفي وائل مثلما فعلت عددٌ من المنظمات الحقوقية والدولية الأخرى. من جهته قالَ المتحدث باسمِ البيت الأبيض إنّ الأخير لا يُمكنه التحدث عن حالة وظروف مقتل عائلة مراسل الجزيرة وائل الدحدوح معربين عن تعازي الإدارة الأمريكيّة له. أكّد البيت الأبيض كذلك أن استهداف الصحفيين غير مقبول مذكرًا بأنّ الرئيس يؤمن بدورهم وعملهم والخطر الذي يتعرضون له وأن شبكة الجزيرة هي شبكة عالمية يُقدّر البيت الأبيض عملها والدور الذي تقوم به. خلال كلمتها في اجتماعِ الأمم المتحدة قالت ليندا توماس-غرينفيلد مندوبة أمريكا إنّ «قلبها منفطرٌ على ضحايا أسرة صحفي الجزيرة وائل الدحدوح وكل المدنيين في غزة» معربةً عن مواساتها للصحفي في مصابه ومعبّرة عن ألمها بما ألمَّ به مضيفةً أنه ينبغي حماية حياة الفلسطينيين الأبرياء كزوجة وابن وابنة وحفيد وائل الدحدوح. كلام مندوبة واشنطن لم يخلُ من تبنٍ صريحٍ وشاملٍ للرواية الإسرائيليّة حيث أنها وخلال نفس الكلمة زعمت أنّ حماس لا تحترمُ سيادة القانون وتستخدمُ المدنيين دروعًا بشرية وهي الرواية التي أصرَّت عليها تل أبيب عشرات المرات في محاولةٍ لتبرير قتلها للمدنيين بالمئات خلال ضرباتها الجويّة العنيفة على المنازل والشقق السكنيّة وباقي المرافق الحويّة.
كما أنه أُصيب برفقة زميله المصور سامر أبو دقة يوم 15 كانون الأول/ديسمبر 2023 خلال تغطيته قصفاً استهدف مدرسة حيفا في خان يونس، قبل أن يُفارق سامر أبو دقة الحياة هناك.
استُشهد نجله الصحفي حمزة الدحدوح يوم 07 كانون الثاني/يناير 2024 في قصف إسرائيلي استهدف صحفيين غربي خان يونس.